# متلازمة كرونخيت-كندا
متلازمة كرونخيت - كندا هي متلازمة نادرة الحدوث تتميز بتعدد السليلات في القناة الهضمية. لا يزال مسبب هذا المرض مجهول ولا يبدو أنه مرض وراثي، ويعد حاليًا على أنه مكتسب. حوالي ثلثي المرضى من أصل ياباني ونسبة الذكور إلى الإناث هي 2:1. وصفت المتلازمة في عام 1955.

## الأعراض
تنتشر السليلات في المعدة والأمعاء الغليظة، وتوجد أيضا في الأمعاء الدقيقة، وقد توجد في المريء. تبدو السليلات في الخزعة أنها ورم عيبي. تعتبر احتمالية تحولهم إلى السرطان منخفضة بشكل عام، على الرغم من الإبلاغ عن عدة حالات في الماضي. غالبًا ما يتم ملاحظة الإسهال المزمن واعتلال الأمعاء ناقص البروتين. تشمل الميزات الرادفة الممكنة شذوذات متنوعة من الأنسجة الأديمية، مثل الثعلبة، ضمور الأظافر، أو تصبغ الجلد.

## السبب
سبب المرض غير معروف. كان يعتقد أن التغييرات الجلدية كانت ثانوية، إلى سوء التغذية العميق نتيجة اعتلال الأمعاء ناقص البروتين. وضعت الاكتشافات الحديثة هذه الفرضية موضع تساؤل؛ على وجه التحديد، قد لا تتحسن تغييرات الشعر والأظافر مع تحسين التغذية.[بحاجة لمصدر]
الحالات الأخرى التي تتكون من عدة أورام الحميدة عابية (هامارتومات)  في القناة الهضمية تشمل متلازمة بويتز-جيغرز، متلازمة السليلات اليفعي، ومرض كاودن. حالات السلائل الأخرى ذات الصلة هي متلازمة بيرت-هوغ-دوبي، داء السلائل الورمي الغدي العائلي، و جين MUTYH.[بحاجة لمصدر]

## التشخيص
ليس هناك اختبار معين لتشخيص متلازمة كرونخيت-كندا. يعتمد التشخيص علي الأعراض الخاصة بالمرض.

## العلاج
تشمل العلاجات المقترحة حمض الكروموغليسيك و بريدنيزون.